# 2027年ノルディックスキー世界選手権
2027年ノルディックスキー世界選手権は、スウェーデン・ファールンで開催される予定の第57回ノルディックスキー世界選手権である。ファールンでの開催は1974年、1980年、1993年、2015年に次いで5回目となる。

## 開催決定まで
2027年ノルディックスキー世界選手権はファールンだけが立候補した。